# بیزبی جانکشن (آریزونا)
بیزبی جانکشن (به انگلیسی: Bisbee Junction) یک منطقهٔ مسکونی در ایالات متحده آمریکا است که در آریزونا واقع شده‌است. بیزبی جانکشن ۱٬۴۲۹ متر بالاتر از سطح دریا واقع شده‌است.